# فريديريك جيلارد
فريديريك جيلارد (بالفرنسية: Frédéric Gaillard)‏ (20 يناير 1989 فرنسا - ) هو لاعب كرة قدم فرنسي، يلعب كمدافع.

## مسيرته

### مسيرته مع الأندية
- 2008 - 2009 لعب مع نادي لانس مباراتين.
- 2009 - 2011 لعب مع نادي كاليه [الإنجليزية]‏ 53 مباراة سجل خلالها 5 أهداف.

## روابط خارجية
- فريديريك جيلارد على موقع قاعدة بيانات كرة القدم.إي يو (الإنجليزية)
- فريديريك جيلارد على موقع Soccerway.com (الإنجليزية)